# Attentato di Manchester del 15 giugno 1996
L'attentato di Manchester del 15 giugno 1996 è stata un'offensiva compiuta dalla Provisional Irish Republican Army, nell'ambito del conflitto nordirlandese.

## Il contesto
Con il conflitto in corso da quasi un trentennio, questo attentato seguì a quello che il 9 febbraio precedente aveva causato 2 morti e 200 feriti a Canary Wharf. L'attacco avvenne quando in Inghilterra si stava disputando il campionato d'Europa di calcio, iniziato 7 giorni prima.

## L'attentato
Intorno alle 9:40 di sabato 15 giugno, l'IRA annunciò telefonicamente la presenza della bomba: la chiamata era diretta ai Granada Studios di Quay Street, nel centro della città. Il lasso di tempo tra l'avviso dell'ordigno e la sua esplosione, circa 90', consentirono l'evacuazione di 75.000 persone dall'area interessata e l'intervento degli artificieri che non riuscirono tuttavia a disinnescare il congegno. L'esplosione provocò circa 200 feriti, senza però uccidere nessuno.

## Conseguenze
Pur comportando ingenti danni, l'attentato non fece vittime tanto che il giorno successivo la sfida tra le nazionali di calcio russa e tedesca (in programma all'Old Trafford) venne regolarmente disputata.